# Мюссе, Альфред де
Альфре́д де Мюссе́ (фр. Alfred de Musset, 11 декабря 1810, Париж — 2 мая 1857, там же) — французский поэт, драматург и прозаик, один из крупнейших представителей литературы романтизма.

## Биография
Мюссе родился 11 декабря 1810 г. в Париже, происходил из знатного, но обедневшего рода (в XVI веке один из его предков женился на Кассандре, музе Ронсара). С детства обнаруживал крайнюю нервность, доводившую его до припадков. В возрасте девяти лет поступил в коллеж Генриха IV. Он изучал сначала юриспруденцию, потом медицину, но скоро бросил занятия и полностью посвятил себя литературному творчеству. Старший брат Альфреда — Поль-Эдм также занимался литературой. 
В июне 1833 года де Мюссе познакомился с Жорж Санд и полюбил её, невзирая на семилетнюю разницу в возрасте. Во всех документах, относящихся к истории их взаимоотношений, рисуется неровность характера Мюссе, его капризы, припадки ревности, чередующиеся с периодами обожания. Их связь длилась полтора года; в конце концов Жорж Санд, утомлённая нервными припадками писателя, оставила Мюссе ради его лечащего врача Паджелло. Окончательный разрыв произошёл в 1835 году и крайне тяжело переживался писателем: тем не менее, он меняет возлюбленных, на одной из которых — Эме Д'Альтон — безуспешно пытается жениться в 1837 году. 
1838 год ознаменовал собой начало трудной в материальном отношении полосы в жизни писателя. Он работает библиотекарем в министерстве внутренних дел, вступает в связь с известной актрисой Рашель. В 1840 серьезно заболевает (возможно, его болезнь была связана с перенесённым в молодые годы сифилисом). К галлюцинациям, которые сопровождали его на протяжении всей его жизни, добавляется глухота и постоянное злоупотребление спиртным. 
После 1844 года де Мюссе практически отходит от литературного творчества. Правда, в 1847 году его пьесы с успехом ставятся в «Комеди Франсез». В 1852 году его избирают членом Французской академии. «В 1853 Мюссе написал, но не решился напечатать стихотворение «Сон Августа», где прославлял Наполеона III и декабрьский переворот». 
Поэт скончался во сне 2 мая 1857 года. Похоронен на парижском кладбище Пер-Лашез. Надгробный памятник выполнил его друг, скульптор Жан-Огюст Барр.

## Творчество

### Раннее творчество
Первые стихотворения Мюссе написаны под влиянием романтического общества «Сенакль» («Cénacle»), куда входили Гюго, Виньи, Сент-Бев, Шарль Нодье и братья Дешан.

Уже в драматической поэме «Дон Паэс» (1828) есть безумная страсть, тяжелейшее разочарование, страшная месть. А в стихотворной драме «Каштаны из огня» (1829) те же мотивы иронически обрабатываются: страсти преобразуются в страстишки и даже страшная месть не очень-то страшна.— 
 Ироническое начало сильно выражено в сборнике «Сказки Италии и Испании» (1829), заслужившем одобрение со стороны Пушкина. В 1830 года де Мюссе создает свои первые драматические произведения, из которых была поставлена только «Венецианская ночь»; постановка обернулась полным провалом.

### Пушкин о де Мюссе
Итальянские и испанские сказки отличаются, как уже мы сказали, живостию необыкновенной. Из них «Porcia», кажется, имеет более всего достоинства: сцена ночного свидания; картина ревнивца, поседевшего вдруг; разговор двух любовников на море — все это прелесть. Драматический очерк «Les marrons du feu» обещает Франции романтического трагика. А в повести «Mardoche» Musset первый из французских поэтов умел схватить тон Байрона в его шуточных произведениях, что вовсе не шутка.
— 

### Драматические поэмы
В 1832 году де Мюссе выпустил сборник под символичным названием «Спектакль в кресле», куда вошли две стихотворных драматических  поэмы «Уста и чаша» и «О чём мечтают девушки», а также поэма «Намуна». Свою эстетическую позицию автор обосновал во введении к сборнику. Эти произведения характеризуются демонстративной аполитичностью, но за их кажущимся легкомыслием (в «Намуне» представлен тип современного Дон Жуана) скрывается поиск не только женского, но и высокого жизненного идеала, духовной истины. 

### Зрелое творчество
Дальнейшие произведения Мюссе во многом отражают ощущения его разбитой любви: поэма «Ролла» (1833), поэтический цикл «Ночи» (1836), роман «Исповедь сына века» (Confession d’un enfant du siècle, 1836).
Непосредственность передачи ощущений обусловливает другое свойство поэзии Мюссе: он рисует всегда себя, и та двойственность, которая проникала всё его существо, отразилась и в его поэзии. Он был страстным обожателем чистой любви, но, раз окунувшись в волны порока, ища забвения, не мог смыть с души пятна позора, падал всё ниже, поднимаясь всё выше мечтами. Таковы же все его герои: власть разврата над душой человека — постоянная тема всех его драматических произведений, из которых особенного внимания заслуживают «Прихоти Марианны» (1833), «Лоренцаччо» (1834), «Фантазио», «С любовью не шутят» (1834) и другие. «Для „Лоренцаччо“ существенен широкий, национальный, чисто шекспировский масштаб сцены и событий»; в центре пьесы историческое событие попытка поднять восстание против флорентийского герцога Алессандро Медичи. Отчаяние раздвоенной души выражено с необычайной силой и страстностью в пьесе «Ролла». В душе самого Мюссе жили два человека, которых он изображает или двумя (как в «Прихотях Марианны»), или в одном лице циника-самоубийцы, полного презрения к себе.
Ту же двойственность своего «я» Мюссе рисует и в «Декабрьской ночи». Он внёс во французскую поэзию струю индивидуализма, сказавшуюся в умении обнажать страдания души. В противоположность другим современным ему французским поэтам, Мюссе не отличается блеском и колоритностью стиха и богатством рифмы. Стих его в общем бледный, незвучный, но временами он поднимается на высоту истинной поэзии и выливается во вдохновенной, глубоко поэтичной форме. Таков знаменитый конец «Майской ночи»,  таковы стансы «Люси», отдельные эпизоды в «Письме к Ламартину», «Воспоминание» и некоторые мелкие стихотворения.

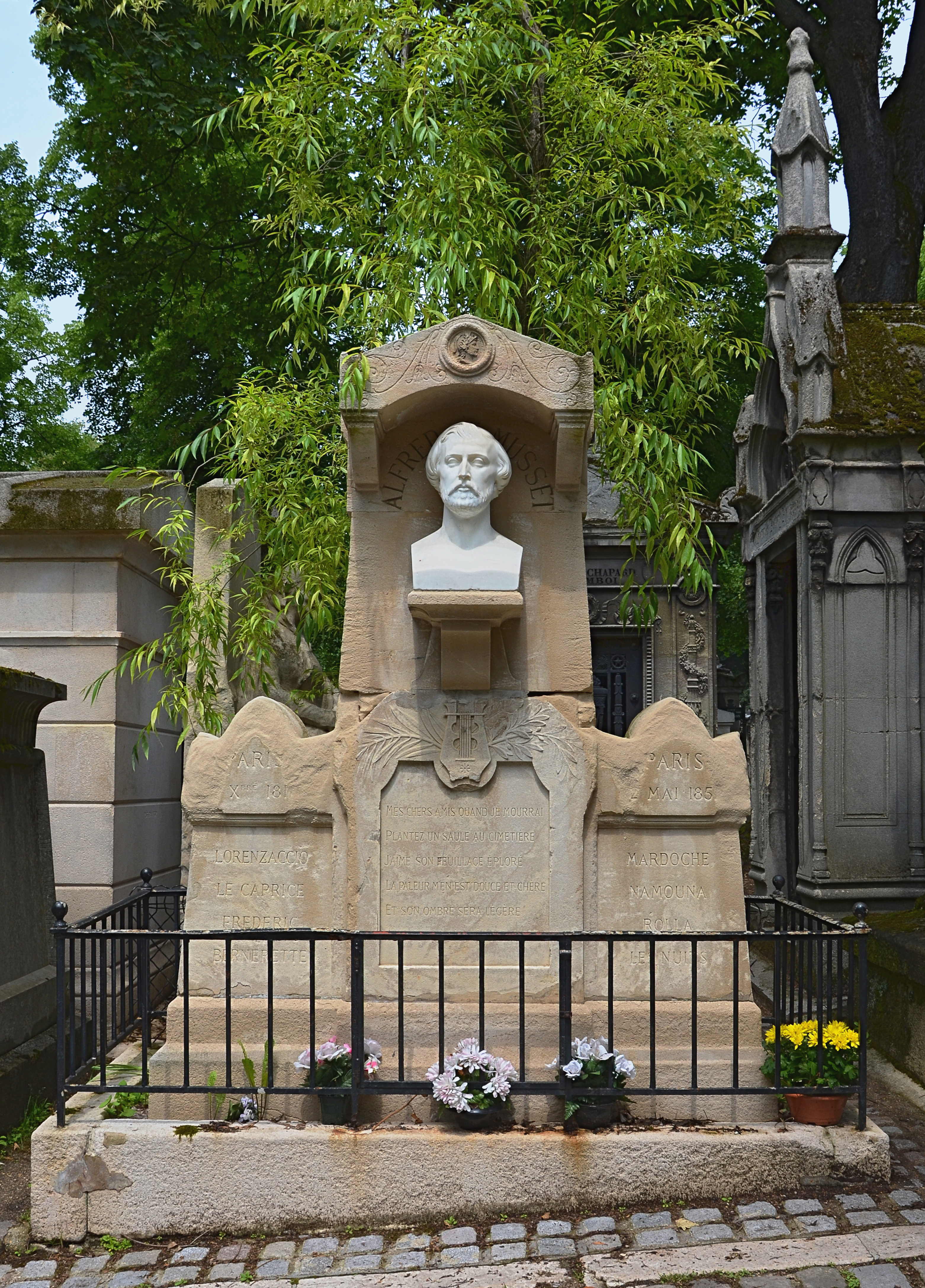
Могила Альфреда де Мюссе на кладбище Пер-Лашез.

## Библиография

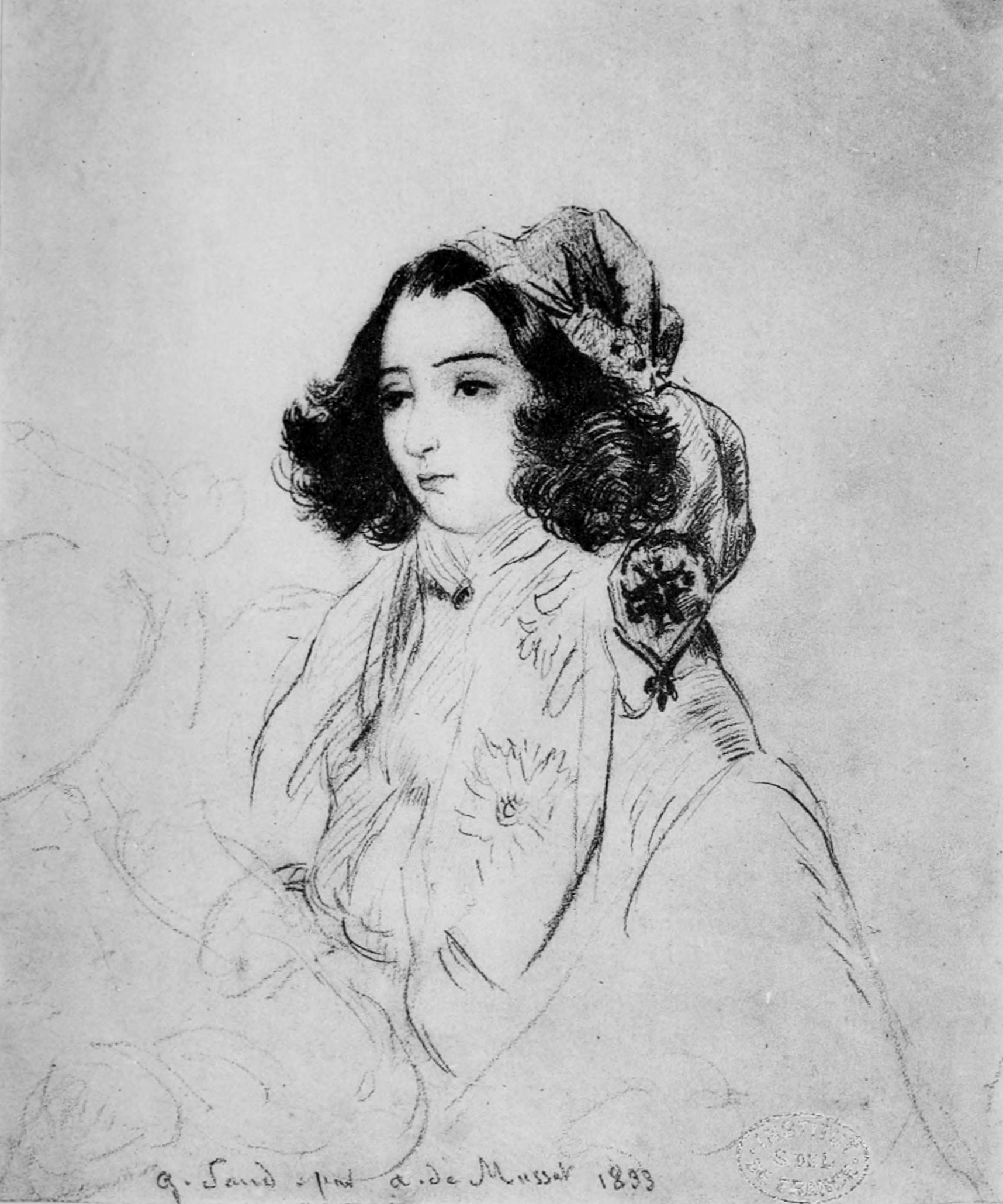
Жорж Санд. Портрет работы А. де Мюссе. 1833.

### В русском переводе
- Избранные произведения, т. 1—2. — М., 1957;
- Исповедь сына века. Новеллы. — Л., 1970.

## Интересные факты
- Имя Мюссе фигурирует в клинике внутренних болезней. Известен такой термин, как симптом Мюссе, то есть ритмичное покачивание головы, синхронное с пульсом. Симптом Мюссе встречается при недостаточности аортального клапана. Всё дело в том, что сам поэт страдал подобным пороком сердца, развившимся у него, как осложнение сифилитического аортита, и у него наблюдалось аналогичное покачивание головы[5].
- Анонимно опубликованный в 1833 году эротический роман «Гамиани» (Gamiani, ou deux nuits d'excès, par Alcide, baron de M***) в настоящее время определённо приписывается перу Альфреда де Мюссе. Русский перевод книги выходил в 1993, 1995 и 2007 г. [6][7]